# Danielle de Saint-Jorre
Danielle Jorre de Saint-Jorre, född 30 september 1941 på Mahé (ö) i Seychellerna, död 25 februari 1997 i Villejuif i Frankrike, var en seychellisk politiker och lärare. Hon var Seychellernas ambassadör i Frankrike år 1983 och utrikesminister under 
president France-Albert René från 1989 till 1997.
Jorre de Saint-Jorre är mest känd för sitt arbete med att främja kreolspråk. Seychellisk kreol (seselwa), som är baserad på franska, är officiellt språk i Seychellerna tillsammans med engelska och franska.

## Eftermäle
År 2015 avtäckte president James Michel en byst av 
Danielle Jorre de Saint-Jorre på 
Lenstiti Kreol, det kreolska institutet på Au Cap på ostkusten av ön Mahé.